# Aeolesthes induta
Aeolesthes induta là một loài bọ cánh cứng trong họ Cerambycidae.

## Hình ảnh

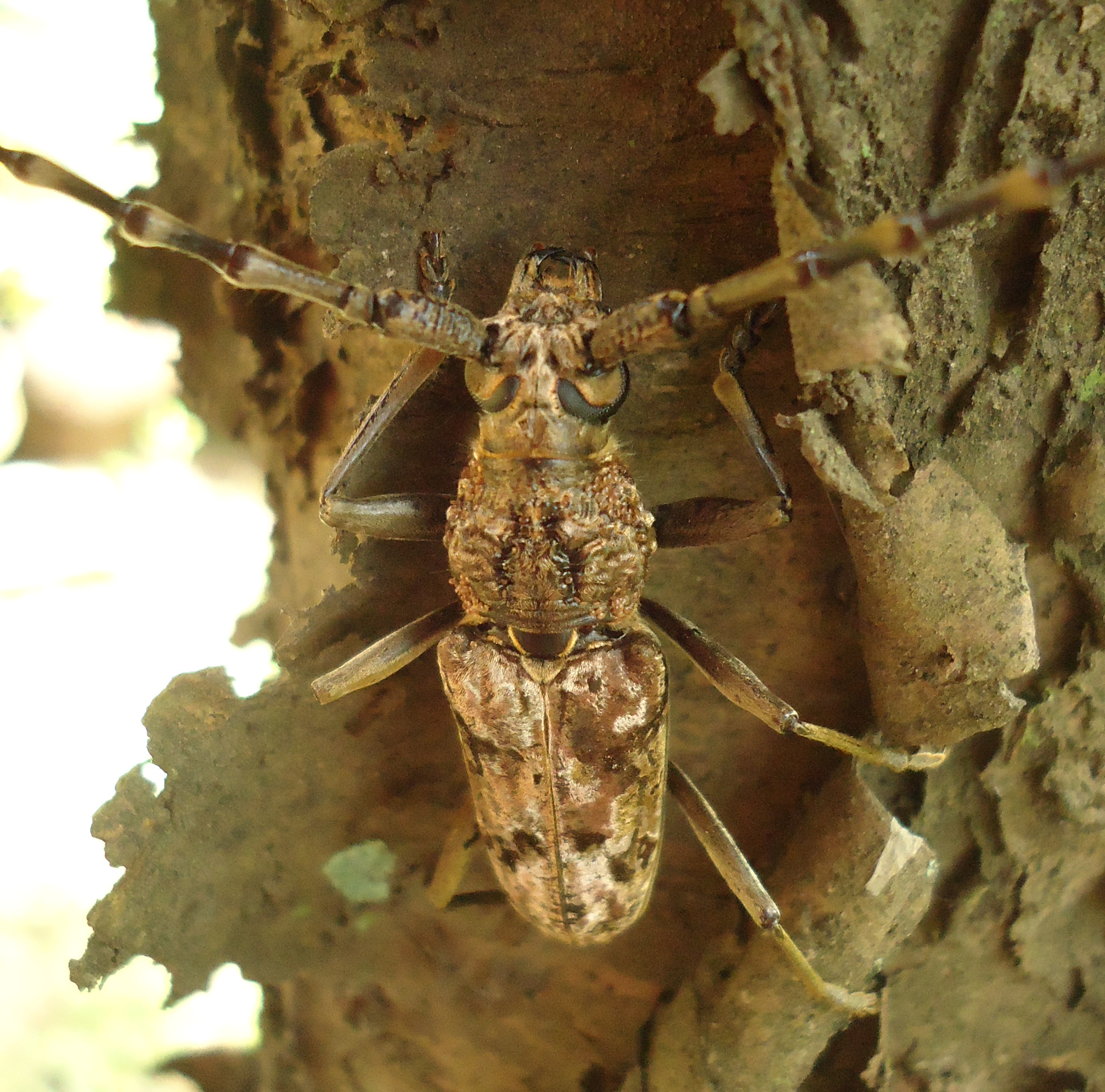
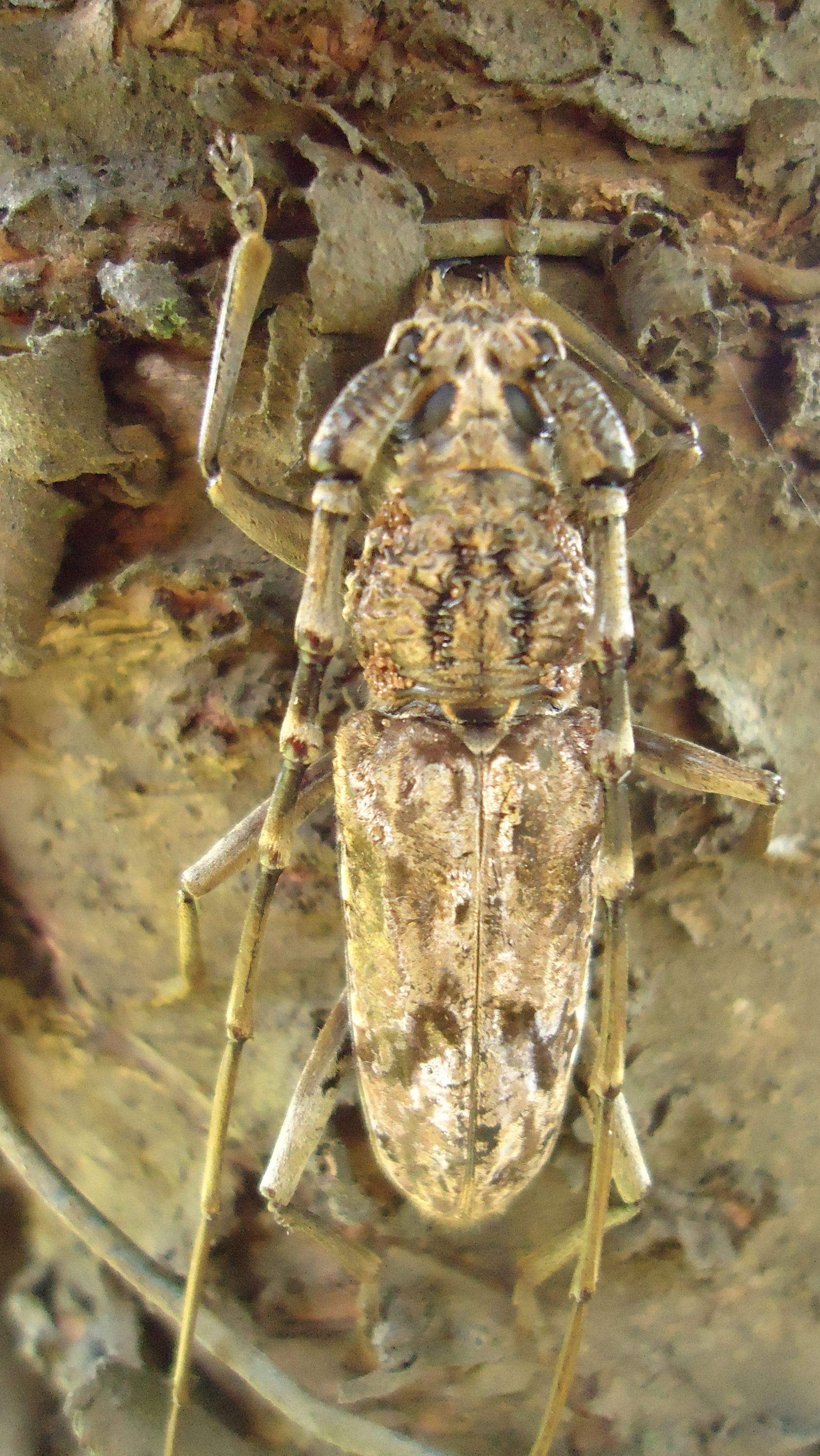
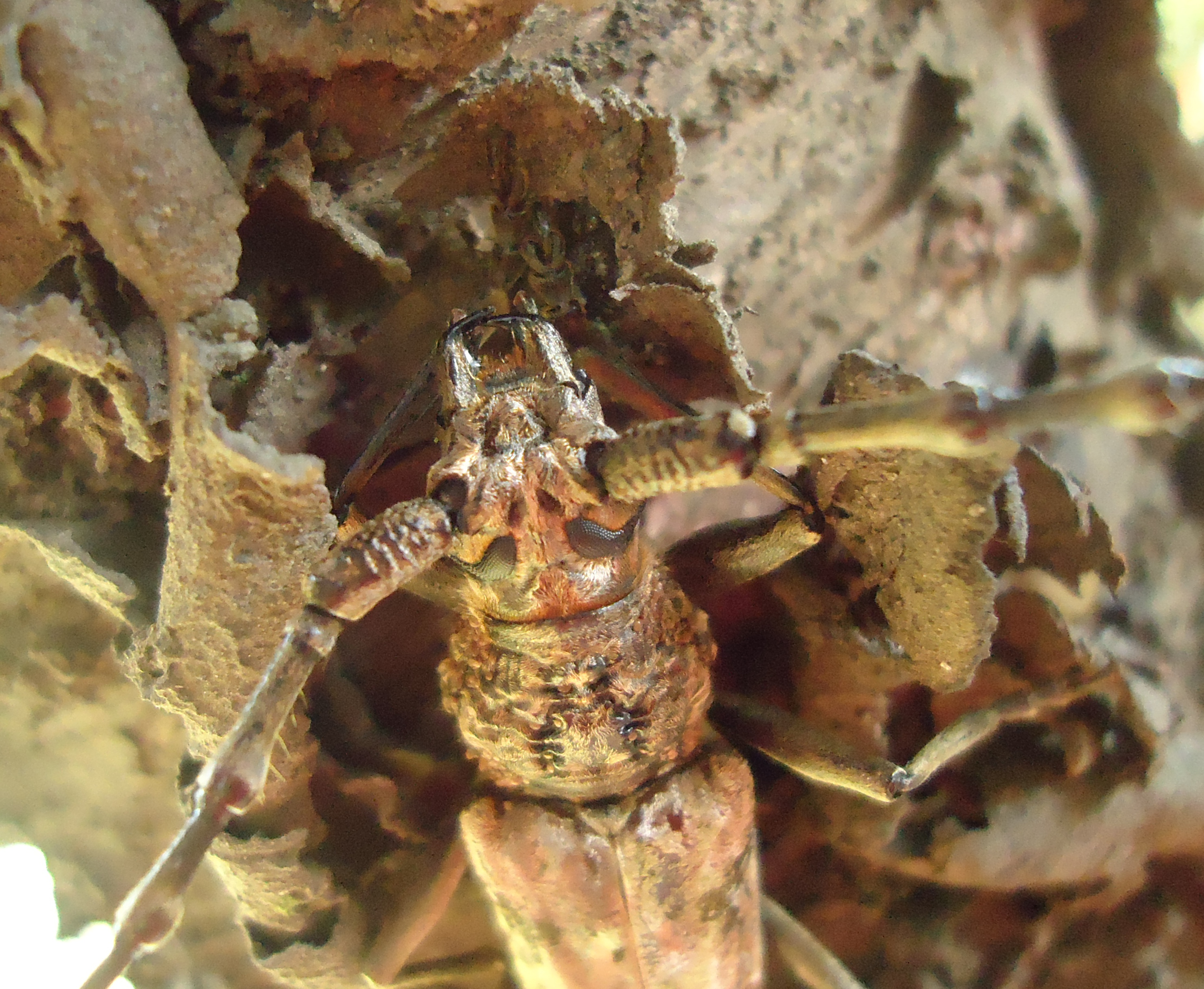
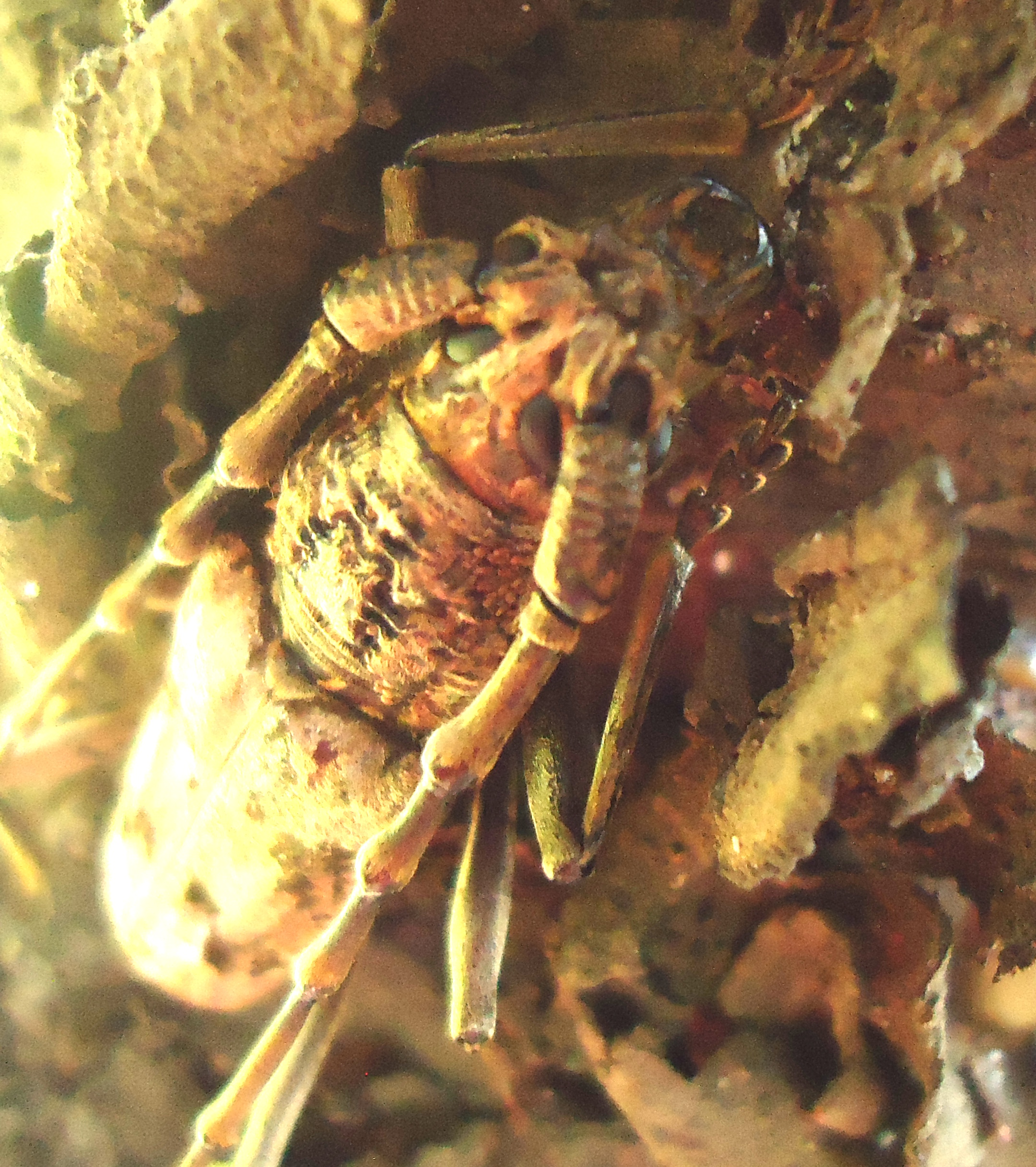